# BISS (Straßenzeitung)

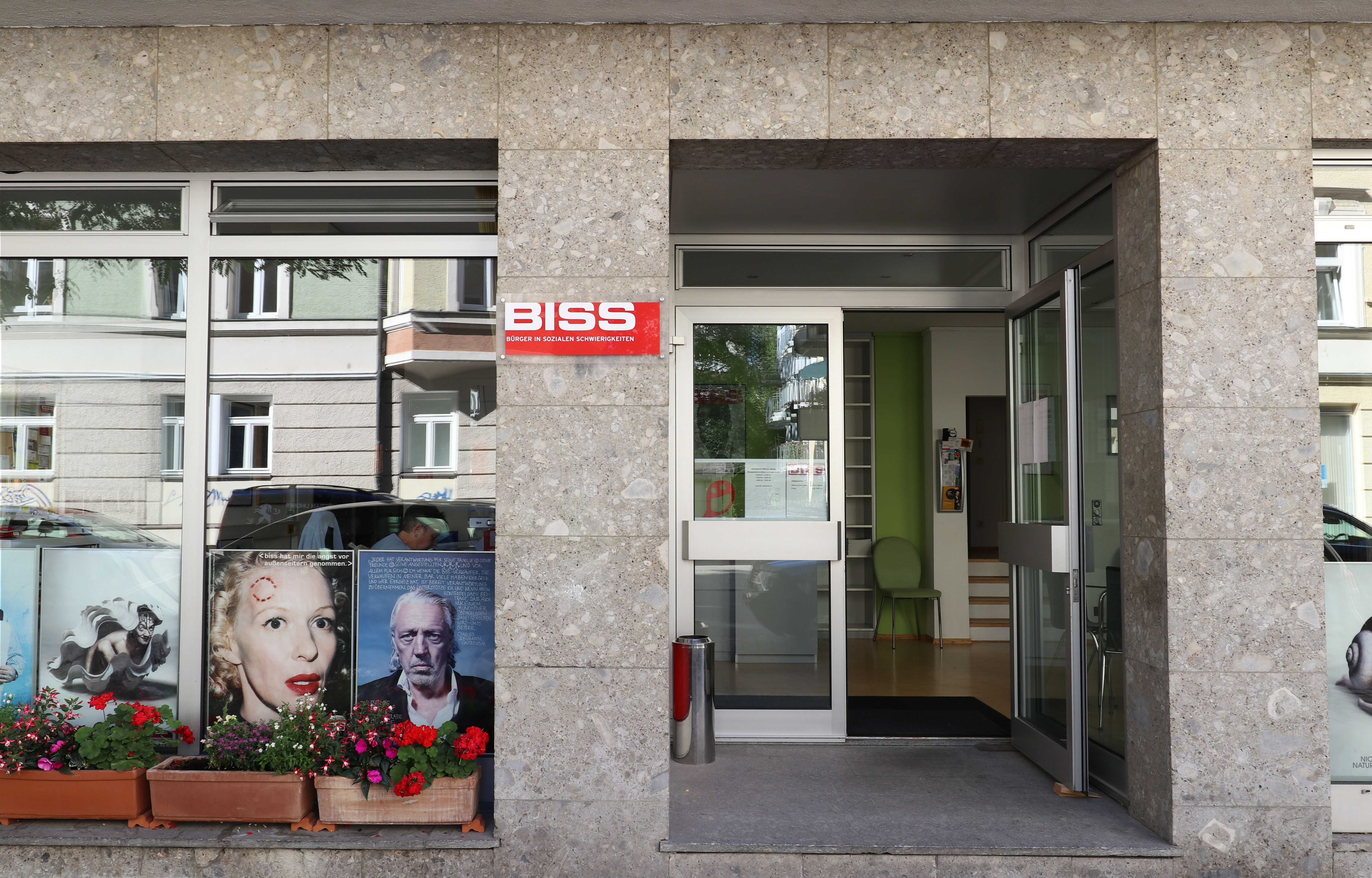
Eingang zur Redaktion in der Metzstraße

BISS (Bürger in sozialen Schwierigkeiten) ist eine monatlich erscheinende Münchner Straßenzeitung, die Bürgern in sozialen Schwierigkeiten hilft, sich selbst zu helfen. Sie wird seit Oktober 1993 herausgegeben.

## Das Projekt BISS
BISS hat eine monatliche Auflage von 41.000 Exemplaren und beschäftigt von seinen ca. 100 Verkäufern 55 als festangestellte Verkäufer. Insgesamt beschäftigt BISS 59 Festangestellte, unterstützt von 15 freien Mitarbeitern wie Fotografen und Journalisten (Februar 2017). Die Zeitung setzt auf Arbeit als Schlüssel zur Integration und schafft für Verkäufer, die auf dem Arbeitsmarkt keine Chance haben, sozialversicherungspflichtige Arbeitsplätze. Der Verkaufspreis beträgt 2,80 Euro, wovon die obdachlosen und bedürftigen Verkäufer 1,40 Euro behalten dürfen. Der Umsatz beläuft sich auf 500.000 Euro pro Jahr. Weitere 500.000 Euro werden durch Spenden eingenommen. Unterstützt wird BISS unter anderem vom Rudolph Moshammer Verein Licht für Obdachlose e. V.
Die Verkäufer schreiben in der „Schreibwerkstatt“ eigene Artikel über ihr alltägliches Leben, welche in einer eigenen Rubrik monatlich erscheinen. Bei der Erstellung der Artikel werden sie von drei Journalisten unterstützt.
BISS wird nur auf der Straße, nicht an der Haustür verkauft. Die Verkäufer tragen ihren Ausweis sichtbar bei sich. Die Zeitung BISS ist Mitglied im Internationalen Netzwerk der Straßenzeitungen INSP.

### Entstehung
Entwickelt wurde BISS im Rahmen mehrerer Seminare in den Räumen der Akademie der Bayerischen Presse, dem Ausbildungs- und Weiterbildungsinstitut der bayerischen Zeitungs- und Zeitschriftenverlage. Dozent war Klaus Honigschnabel, heute Pressesprecher der Inneren Mission München.
Vorbild war die Londoner Straßenzeitung The Big Issue, die Journalisten produzieren und Obdachlose verkaufen. Anders als in London sollten in München die Obdachlosen auch an der Erstellung der Zeitschrift beteiligt werden – allerdings in Kooperation mit professionellen Zeitungsmachern, wie Jürgen Micksch berichtet, der stellvertretende Direktor der Evangelischen Akademie Tutzing von 1984 bis 1993. Das Team um Micksch gewann Christian Schneider von der Süddeutschen Zeitung, Klaus Honigschnabel von der Akademie der Bayerischen Presse, Nicole Üblacker für die Grafik und den Druckereibesitzer Hans Venus, der die erste Ausgabe kostenlos zu drucken bereit war. Das Papier spendete die MD Papier GmbH.
Nach Mickschs Wechsel von der Akademie Tutzing zur Evangelischen Kirche in Hessen und Nassau übernahm Klaus Honigschnabel die Koordination der Planungen. Die erste Ausgabe von BISS wurde am 17. Oktober 1993 vorgestellt – dem Internationalen Tag der Armut. Micksch berichtet: „Unvergessen ist mir die Frage eines Journalisten, ob er denn einen der anwesenden Obdachlosen fragen könne, was er bisher gemacht hat. Ich sagte ihm, dass alle zu solchen Auskünften bereit sind. Er wählte einen aus." Es war zufällig Hans Gamber, der in einem Münchner Männerwohnheim lebt und sich bei Biss engagierte. "Der Gefragte erzählte dann, dass er früher Journalist war. Das wirkte auf die Medienvertreter wie ein Schock.“
Die erste Ausgabe war schnell vergriffen und musste mehrmals nachgedruckt werden. BISS war die erste Straßenzeitschrift in Deutschland. Mittlerweile gibt es über dreißig mehr oder weniger ähnliche Projekte.

### Trivia
Kurzzeitig hat auch Hans Gamber an BISS mitgearbeitet. Der Münchner Journalist und Schriftsteller hat mehr als 100 Bücher geschrieben und rund 20 Zeitschriften, meist Satiren auf bestehende Titel, entwickelt und produziert. Nach mehreren verlorenen Prozessen gegen Albert Uderzo ist er verarmt in einem Münchner Männerwohnheim gelandet und wohl mittlerweile verstorben.

## Hotel BISS
Es bestanden beim Trägerverein der Obdachlosenzeitung Pläne, in dem 100-jährigen ehemaligen Frauengefängnis Am Neudeck in München nach dem Umzug des Gefängnisses in einen Neubau ein Vier-Sterne-Hotel einzurichten. Das Hotel sollte 25 sozial Benachteiligte beschäftigen. Der Finanzbedarf für das in Deutschland bisher einmalige Projekt wird auf 13 bis 14 Millionen Euro geschätzt und soll sowohl über Kredite als auch Spenden finanziert werden. Zielgruppe sollten Touristen sein, die es als Reiz empfinden, hinter Gittern zu übernachten und dabei gleichzeitig eine soziale Idee unterstützen wollen. Das Projekt scheiterte, da das Gefängnis an einen anderen Investor verkauft wurde.
 Der Münchner Dokumentarfilmer Wolfgang Ettlich begleitete den Kampf und die Bemühungen um das Projekt Hotel BISS von 2009 bis 2011 mit seinem Team. Die entstandene Langzeitbeobachtung von 70 Minuten Länge wurde am 3. und 5. Mai 2012 auf dem  Internationalen Dokumentarfilmfestival München vorgeführt sowie am 12. Juni 2012 vom Bayerischen Fernsehen erstmals ausgestrahlt.

## Auszeichnungen
- 2007 erhielt BISS den Regine-Hildebrandt-Preis der Stiftung Solidarität (Bielefeld)

- 2009 wurde BISS mit dem Preis der Julius-Dirmann-Stiftung für Altenhilfe (München) ausgezeichnet

- 2010 zeichnete die SPD-Landtagsfraktion des Bayerischen Landtages BISS mit dem Wilhelm-Hoegner-Preis aus. Den Preis erhielt BISS zusammen mit den Magazinen Donaustrudl aus Regensburg, Riss aus Augsburg und Straßenkreuzer aus Nürnberg.[6]

- 2011 wurde der seit 1994 als Geschäftsführerin tätigen Hildegard Denninger der Sozialpreis Martinsmantel des Sankt Michaelsbundes verliehen[7]